# Karl Hauff
Karl Hauff (* 7. August 1908 in Arbon, Schweiz; † 22. September 1987 in Morges, Schweiz) war ein deutscher Gewerkschafter und Politiker der SPD.

## Leben und Beruf
Hauff besuchte die Volksschule in Bellikon TG und absolvierte im Anschluss eine Schlosserlehre. Nach seiner Übersiedlung 1927 ließ er sich in Stuttgart nieder und arbeitete seit 1934 bei der Daimler-Benz AG. Er trat in die IG Metall ein, war seit 1946 Betriebsratsmitglied und von 1955 bis 1973 Betriebsratsvorsitzender der Daimler-Benz AG. Als solcher gehörte er seit 1956 dem Aufsichtsrat des Unternehmens an.

## Politik
Hauff trat 1931 in die SPD ein. Er war von 1950 bis 1952 Mitglied des Landtags von Württemberg-Baden und wurde anschließend in den Landtag von Baden-Württemberg gewählt, dem er bis 1976 angehörte.